# قاضی صلاح‌الدین (بازیکن هاکی روی چمن)
قاضی صلاح‌الدین (انگلیسی: Qazi Salahuddin) بازیکن هاکی روی چمن اهل پاکستان بود.
وی در مسابقات بین‌المللی در مجموع برندهٔ ۱ مدال طلا شده‌است.